# Дема Дмитро Олексійович
Дмитро Олексійович Дема (нар. 1893 — ?) — український радянський діяч, старший конюх колгоспу імені Леніна Новомилятинського району (тепер — Золочівського району) Львівської області. Герой Соціалістичної Праці (5.11.1951)

## Біографія
Народився в селянській родині. Працював в сільському господарстві.
З кінця 1940-х років — старший конюх колгоспу імені Леніна села Ріпнів Новомилятинського району (тепер — Золочівського району)  Львівської області.
Член ВКП(б).
5 листопада 1951 року Дмитрові Демі, який «виростив у конюшні 25 жеребців від 25 кобил», за «одержання високих результатів у конярстві» було присвоєне звання Героя Соціалістичної Праці з врученням ордена Леніна і медалі «Золота Зірка».
Потім — на пенсії в селі Ріпнів тоді Буського району Львівської області.

## Нагороди
- Герой Соціалістичної Праці (5.11.1951);
- орден Леніна (5.11.1951);
- медалі.